# Villa Gandolfi Pallavicini
La villa Gandolfi Pallavicini, anche citata come Villa Pallavicini - Gandolfi o Villa Bolognetti, è una villa barocca suburbana situata in Via Tommaso Martelli 22/24, in località Croce del Biacco a Bologna. 
È di proprietà pubblica ed è stata destinata negli ultimi anni sia a luogo per corsi di formazione che a studentato o residence.

## Storia
La villa fu costruita dalla nobile famiglia Alamandini agli inizi del XVII secolo e nel 1728 il palazzo passò alla famiglia Bolognetti.
Nel 1773 fu acquistata dal genovese Giovanni Luca Pallavicini, feldmaresciallo del Sacro Romano Impero. Nel 1770, un giovane Mozart soggiornò qui in preparazione alla sua apparizione davanti all'Accademia Filarmonica di Bologna.
Nel 1850 una carta austriaca indica la villa come Palazzo Buratti. Solo successivamente prese il nome di villa Pallavicini – Gandolfi.
Vi ebbero sede alcuni istituti universitari, quali la sede della Facoltà di Lettere e Filosofia dell'Università di Bologna, la Fondazione Alma Mater, l'Istituto di studi avanzati, la Scuola di giornalismo ed il Centro interdipartimentale di studi sull'Islam.
All'inizio degli anni 2000 è stata ristrutturata. Nel 2023 è stata al centro di un contenzioso tra la società Invimit SGR Spa, società partecipata da Inail, proprietaria dell'immobile, e EFEI, ente di formazione che aveva in gestione la villa per affittare alcuni locali a scopo residenziale; nell'ottobre del 2023 gli inquilini della villa hanno ricevuto comunicazione di sfratto in vista di lavori di ristrutturazione dell'edificio..

## Descrizione
L'interno è affrescato con paesaggi, quadrature e temi mitologici.